# Gabriel Attal
Gabriel Nissim Attal de Couriss (* 16. března 1989 Clamart) je francouzský politik, od ledna do září 2024 předseda vlády Francie.
V období 2006–2016 působil jako aktivista Socialistické strany, v letech 2012–2017 byl poradcem ministryně zdravotnictví Marisol Touraine a od roku 2014 je členem obecní rady ve Vanves.
V roce 2016 vstoupil do strany En marche ! založené Emmanuelem Macronem, v roce 2018 se stal jejím mluvčím a od roku 2021 je členem výkonného výboru strany. V roce 2017 byl zvolen poslancem v 10. volebním obvodu Hauts-de-Seine. V Národním shromáždění byl členem výboru pro kulturní záležitosti a vzdělávání.
V roce 2018 byl jmenován státním tajemníkem ministerstva školství a mládeže ve druhé vládě Édouarda Philippa a ve svých 29 letech se tak stal nejmladším členem vlády v historii Páté Francouzské republiky. V letech 2020–2022 pak působil jako mluvčí vlády Jeana Castexe.
Dne 9. ledna 2024 byl prezidentem Emmanuelem Macronem jmenován předsedou vlády. Ve svých 34 letech se stal nejmladším a prvním otevřeně homosexuálním předsedou vlády v zemi a nejmladším státníkem na světě. Je politickým spojencem Macrona a je označován za potenciálního kandidáta na post prezidenta ve volbách v roce 2027, neboť Macron nemá nárok na třetí funkční období.

## Mládí
Narodil se 16. března 1989 v Clamartu v zámožné rodině. Vyrůstal ve 13. a 14. pařížském obvodu.
Jeho otec Yves Attal, právník a později filmový producent, pocházel z židovské rodiny tuniského a alsaského původu. Jeho matka, Marie de Couriss, zaměstnankyně produkční společnosti, pocházela z rodiny řecko-ruského původu.
Byl pokřtěn v katedrále svatého Alexandra Něvského a matka ho vychovávala v pravoslavné víře. Sám se považuje za nevěřícího.

## Politická kariéra

### Předseda vlády
Dne 9. ledna 2024 byl prezidentem Emmanuelem Macronem jmenován předsedou vlády, kde vystřídal Élisabeth Borneovou. Ve svých 34 letech se stal nejmladším a prvním otevřeně homosexuálním předsedou vlády v zemi a nejmladším státníkem na světě.

## Soukromý život
Od roku 2017 do roku 2024 žil v registrovaném partnerství se Stéphanem Séjourné, poslancem Evropského parlamentu za LREM. O jeho orientaci informoval v roce 2018 jeho bývalý spolužák Juan Branco. V televizním rozhovoru z roku 2023 uvedl, že se ve škole setkal s homofobní šikanou. Mimo jiné popsal, že se jako politik stal terčem homofobních a antisemitských nenávistných projevů.